# Oltenița - Ulmeni
Oltenița - Ulmeni este o arie de protecție specială avifaunistică (sit SPA) situată în partea sud-setică a României, pe teritoriul județului Călărași.

## Localizare
Aria naturală se întinde în extremitatea central-sudică a județului Călărași, pe teritoriile administrative ale comunelor Chiselet, Dorobanțu, Mânăstirea, Spanțov și Ulmeni și pe cel al orașului Oltenița; în imediata apropiere a drumului național DN31, care leagă satul Dorobanțu de municipiul Oltenița.

## Înființare
Situl ”Oltenița - Ulmeni” (cu o suprafață totală de 12.405 ha.) a fost declarat arie de protecție specială avifaunistică prin Hotărârea  de Guvern nr. 971 din 5 octombrie 2011 (pentru modificarea și completarea Hotărârii Guvernului nr. 1.284/2007 privind declararea ariilor de protecție specială avifaunistică ca parte integrantă a rețelei ecologice europene Natura 2000 în România). Acesta se suprapune (parțial, în vest) cu situl de importanță comunitară Oltenița – Mostiștea - Chiciu.
Planul de management a fost aprobat prin Ordinul ministrului mediului, apelor și pădurilor nr.908 din 2023  privind aprobarea Planului de management al siturilor Natura 2000 ROSCI0131 Oltenița—Mostiștea—Chiciu (incluzând rezervația naturală IV.20. Ostrovul Haralambie), ROSPA0021 Ciocănești—Dunăre (incluzând rezervația naturală IV.21 Ostrovul Ciocănești), ROSPA0055 Lacul Gălățui, ROSPA0105 Valea Mostiștea, ROSPA 0136 Oltenița—Ulmeni  ca urmare a Proiectului MySMIS 102123 

## Biodiversitate

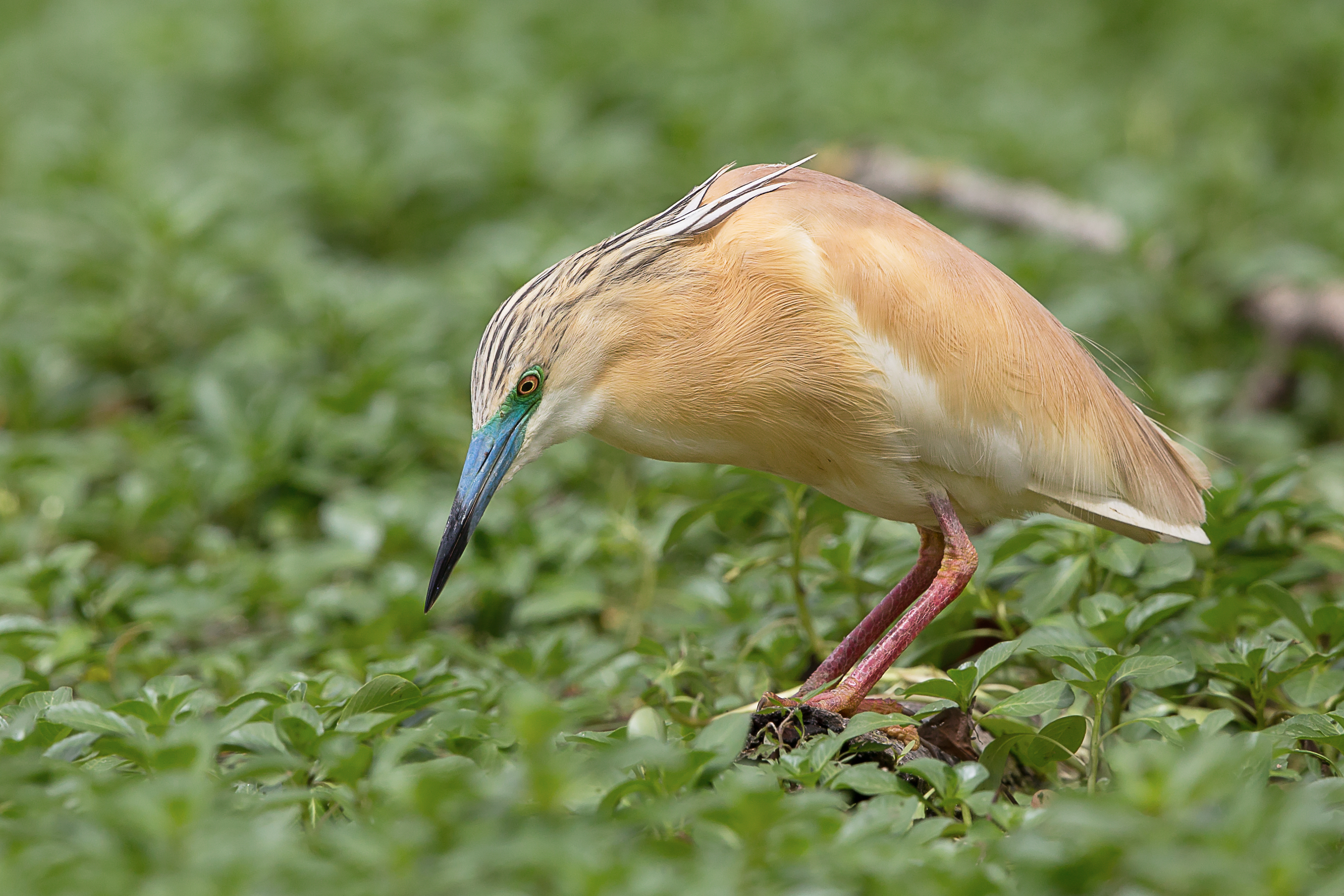
Stârc galben (Ardeola ralloides)

Încadrat în bioregiunea geografică stepică a Luncii Dunării din sudul Câmpiei Bărăganului, situl reprezintă o zonă de câmpie cu ostroave, râuri, lacuri, pășuni, pajiști naturale, stepe, păduri de foioase, păduri în tranziție și terenuri arabile. Acesta conservă cinci tipuri de habitate naturale: Ape dulci continentale (stătătoare, curgătoare), Culturi cerealiere extensive (inclusiv culturile de rotație cu dezmiriștire), Păduri caducifoliate, Pajiști ameliorate, Păduri în tranziție și Alte terenuri arabile; ce asigură adăpost și condiții de odihnă, hrănire, reproducere și cuibărire pentru diferite specii de păsări aflate în migrație.
La baza desemnării ariei naturale se află câteva specii avifaunistice protejate la nivel european prin Directiva 79/409/CEE (anexa I) din 2 aprilie 1979 (privind conservarea păsărilor sălbatice) sau aflate pe lista roșie a IUCN; astfel: stârc galben (Ardeola ralloides), rață roșie (Aythya nyroca), gârliță mare (Anser albifrons), gâscă de vară (Anser anser), barză albă (Ciconia ciconia), erete alb (Circus macrourus), chirighiță-cu-obraz-alb (Chlidonias hybridus), dumbrăveancă (Coracias garrulus), prundaș gulerat mic (Charadrius dubius), pescăruș râzător (Larus ridibundus), pescăruș mic (Larus minutus), pelican creț (Pelecanus crispus), lopătar (Platalea leucorodia), bătăuș (Philomachus pugnax), chiră de baltă (Sterna hirundo) și chiră mică (Sterna albifrons).

## Căi de acces
- Drumul național DN3 pe ruta: Constanța - Deleni - Galița - Ostrov - Călărași - Mânăstirea.